# Home Run Bluff
Das Home Run Bluff ist ein markantes Felsenkliff im ostantarktischen Viktorialand. Es ragt auf der Südwestseite der Homerun Range in den Admiralitätsbergen bzw. an der Nordostflanke des oberen Abschnitts des Tucker-Gletschers auf.
Das Kliff diente der Südgruppe der New Zealand Federated Mountain Clubs Antarctic Expedition (1962–1963) als Vermessungsstation. Die Gruppe benannte das Kliff so, weil es der Umkehrpunkt ihres Wegs zum Ort ihrer Luftbeförderung war.